# Liste der Monuments historiques in Lérouville
Die Liste der Monuments historiques in Lérouville führt die Monuments historiques in der französischen Gemeinde Lérouville auf.

## Liste der Objekte
| Bezeichnung                                        | Beschreibung                              | Standort                          | Kennzeichnung | Schutzstatus | Datum | Bild |
| -------------------------------------------------- | ----------------------------------------- | --------------------------------- | ------------- | ------------ | ----- | ---- |
| Patene                                             | Silber, vergoldet, um 1789                | in der Kirche Ste-Walburge (Lage) | PM55001976    | Inscrit      | 1995  |      |
| Skulpturen: Heilige Walburga und heilige Katharina | Stein, 17. oder 18. Jahrhundert           | in der Kirche Ste-Walburge (Lage) | PM55001975    | Inscrit      | 2000  |      |
| Skulptur Madonna mit Kind                          | Stein, farbig gefasst und vergoldet, 1649 | in der Kirche Ste-Walburge (Lage) | PM55001977    | Inscrit      | 1995  |      |